# François Charles de Rochechouart
François-Charles de Rochechouart, dit le comte de Rochechouart (né à Aureville le 27 août 1703 et mort à Courteilles le 24 août 1784), est un général français du XVIIIe siècle.

## Biographie
Fils de Charles de Rochechouart et de Françoise de Montesquiou, dans une famille de tradition militaire. C'est ainsi que le comte de Rochechouart et le marquis Jean-Louis Roger, son frère, parvinrent aux rangs les plus élevés, tandis que leur frère Roger était tué à la bataille de Plaisance en 1746.
François-Charles fut colonel d'un régiment de son nom puis au sein du Régiment d'Anjou-infanterie. Blessé au bras par un coup de fusil en 1734 à la bataille de Guastalla, il se distingue sous les ordres du maréchal de Broglie en 1741. Il est nommé maréchal de camp en 1745, puis lieutenant général des armées du roi en 1748. En 1754, il fut désigné par Louis XV ambassadeur auprès du duc Philippe Ier de Parme. En 1757, François-Charles de Rochechouart fut nommé gouverneur et lieutenant général des villes et duchés d'Orléans, Orléanais, Chartrain, Dunois, Sologne et Vendômois. Il fut fait chevalier de l'Ordre du Saint-Esprit en 1759. Avec Jean-François-Joseph et Jean-Louis Roger, ils furent ainsi trois frères - fait rarissime pour une famille non princière - à être décorés de cet ordre.. Il épousa le 13 décembre 1728 Marie-Françoise de Conflans d'Armentières, dont il eut cinq enfants.

## Sources
- Général Louis-Victor-Léon de Rochechouart, Histoire de la Maison de Rochechouart, Paris 1859, 2 tomes en 1 volume.
- Georges Martin, Histoire et Généalogie de la Maison de Rochechouart, Imprimerie Mathias, 1990.